# ريتشل دوسن
ريتشل دوسن (بالإنجليزية: Rachel Dawson) هي لاعب هوكي الحقل أمريكية، ولدت في 2 أغسطس 1985 في كامدن في الولايات المتحدة.

## وصلات خارجية
- ريتشل دوسن على موقع أوليمبيديا (الإنجليزية)